# Ahmad Vahidi
Ahmad Vahidi (احمد وحیدی en persan), né le 27 juin 1958 à Chiraz, est un officier et homme politique iranien, faisant partie des Gardiens de la révolution islamique.
Il est vice-ministre de la Défense de 2005 à 2009, puis ministre de la Défense du 3 septembre 2009 au 15 août 2013 et ministre de l'intérieur du 25 août 2021 au 21 août 2024.

## Biographie
Né le 27 juin 1958 à Chiraz, Ahmad Vahidi est commandant du renseignement militaire du Corps des Gardiens de la révolution islamique. Dans les années 1980, il se rend au Liban, alors théâtre d'une guerre civile et participe en 1982 à la fondation du Hezbollah,. Il serait impliqué dans les attentats de Beyrouth du 23 octobre 1983.
Il est le premier commandant en chef de la Force Al-Qods, lors de sa fondation en 1990.
L'Argentine accuse Ahmad Vahidi d'être responsable de l'attentat de l'Amia, commis le 18 juillet 1994 à Buenos Aires. À la demande de l'Argentine, Ahmad Vahidi est inscrit en novembre 2007 sur la notice rouge d'Interpol.
En septembre 2009, sa nomination comme ministre de la Défense par le président Mahmoud Ahmadinejad est approuvée par le Parlement iranien (227 voix sur 286). Elle est alors sévèrement critiquée par le ministère argentin des Affaires étrangères, qui l'accuse d'avoir participé à l'Attentat de l'AMIA en Argentine le 18 juillet 1994. En réponse, le conseiller présidentiel iranien aux affaires de presse s'étonne que ces plaintes n'aient pas été formulées plus tôt. De plus, l'Iran accuse l'Argentine de se mêler de ses affaires intérieures. Vahidi est soutenu par les membres conservateurs du Majlis. Ses actifs en Argentine ont été suspendus.
Ahmad Vahidi est recherché par Interpol pour son éventuel implication dans l'attentat de l'Amia depuis novembre 2007.
Le 24 avril 2024, l'Argentine émet un mandat d'arrêt via Interpol contre lui en relation avec l'attentat à la bombe de 1994 contre un centre communautaire juif à Buenos Aires. Ahmad Vahidi se trouve ensuite au Sri Lanka.